# Лілла-Лулеельвен
Лілла-Лулеельвен (швед. Lilla Luleälven — "Мала Лулеельвен") — річка на півночі Швеції. Права й основна притока річки Лулеельвен. Довжина – 230 км, площа басейну — 9610 км².  Бере початок у Скандинавських горах, біля кордону між Швецією і Норвегією як гірський потік під назвою Таррейокк,  або Тарреетно  (швед. Tarrejokk, або Tarreätno,  у першому варіанті закінчення — від шведського слова (запозичення з саамської) jokk — "гірський потік", у другому варіанті — від саамського ätno — "річка"). Довжина Тарреетно становить 70 км.  Тече у південно-східному напрямку. Проходить через озера Саггат, Скалка, Рандіяуре, Вайкіяуре. Впадає у річку Лулеельвен.  Біля впадіння Лілла-Лулеельвен у Лулеельвен лежить селище Вууллєрім.  
Найбільшими притоками річки Лілла-Лулеельвен є річки Блакельвен і Перлельвен. 

## Каскад ГЕС
На річці побудовано кілька ГЕС: ГЕС Сейтеваре, ГЕС Паркі, ГЕС Ранді, ГЕС Аккатс, ГЕС Летсі.